# NGC 2199
NGC 2199 is een spiraalvormig sterrenstelsel in het sterrenbeeld Tafelberg. Het hemelobject werd op 8 februari 1836 ontdekt door de Britse astronoom John Herschel.

## Synoniemen
- ESO 34-3
- FAIR 247
- IRAS06060-7323
- PGC 18379